# Cynanchum blandum
Cynanchum blandum là một loài thực vật có hoa trong họ La bố ma. Loài này được (Decne.) Sundell mô tả khoa học đầu tiên năm 1981.